# Lakland
Lakland Guitars — американская компания занимающаяся производством бас-гитар, находится в Чикаго, штат Иллинойс. 
Первая бас-гитара компании объединила элементы Fender Jazz Bass и Music Man Sting Ray. Текущая линейка компании включает бас-гитары, как вдохновлённые гитарами Лео Фендера, так и собственные оригинальные проекты. Также существует линейка подписных моделей, разработанных в сотрудничестве с басистами: Joe Osborn, Donald «Duck» Dunn, Darryl Jones и Bob Glaub. 
В настоящее время гитары Lakland производятся в Соединённых Штатах и Индонезии.

## История
Компания основана Дэном Лэкином и гитарным мастером Хью Макфарлэндом в 1994 г. Название компании — портманто от фамилий её основателей.
Лэкин и Макфарлэнд начали разрабатывать первый опытный образец Lakland в январе 1994 и представили его в июле 1994 на шоу NAMM.
Компания Lakland была основана в 1994 с кредитом под залог имущества в размере 20 000$. Производство бас-гитар Lakland началось в 1995 году в США. В 1996 компания стала единицей A. Lakin & Sons, основанная Лэкином Абрахамом — дедушкой Лэкина. В 1997 Макфарлэнд покинул Lakland. В 2001, Lakland вводит серию бас-гитар Skyline Series, альтернативу гитарам изготовленных в США, с более низкой стоимостью. Произведённые в Южной Корее, Skyline Series помогли компании удержаться на плаву в начале 2003 года. В 2008 году производство гитар Skyline Series было перемещено в Индонезию.
В апреле 2010 компания была приобретена Hanson Musical Instruments. Hanson, производитель электрогитар, звукоснимателей и прочей электроники, был основным поставщиком для Lakland с 2005 года. Lakland был переименован в Lakland Guitars, LLC и в то время как фирменный знак Lakland остался неизменным, а названиям подписных моделей — такие как Bob Glaub, «Duck» Dunn и бас-гитарам Joe Osborn — дали числовые обозначения. Руководителя Lakland, Джона Пирручелло назначили президентом компании.
Владельцы бас-гитар Lakland и другие лица, заинтересованные компанией Lakland и её продуктами, сформировали Lakland Owners Group. Это никак не связано с Lakland Guitars, LLC.

## Опытный образец
Лэкин и Макфарлэнд начали проектировать первый опытный образец в 1994. Дека сделанная из ясеня с топом из фигурного клёна и кленовый гриф был смесью элементов от Fender Jazz Bass и раннего MusicMan Stingray.
Электроника прототипа была подсмотрена в журнале Bass Player при просмотре обзора Warwick Dolphin Bass. Звукосниматели устанавливались американской фирмы Bartolini, а бридж имел характерный овальный вид с логотипом Lakland и внушительными размерами. Первоначально бридж предполагалось изготавливать из алюминия, но позже Макфарлэнд заменил материал на хромированную сталь, поскольку хромирование алюминия оказалось слишком сложной задачей в техническом плане. Есть мнение, что это позволило увеличить прочность и массу бриджа, вследствие чего увеличилась глубина звучания.

## Инструменты
Lakland в настоящее время производит серию инструментов: «U.S. Series» — изготовленных в США и «Skyline Series» — ранее в Южной Корее, с 2008 г. в Индонезии.
Кроме того, ESP осуществляет выпуск двух серий для внутреннего рынка Японии: «Shoreline Series» и «Skyline Japan».

### Подписные модели
В 1997 Лэкин задумал запустить в производство линейку подписных бас-гитар. Лэкин связался с Джо Осборном после прочтения статьи о нём в журнале Bass Player. Осборн, известный своим Fender Jazz Bass 1960 года выпуска, сотрудничал с Лэкином и командой, которая включала гитарного мастера Михаэля Тобиаса, чтобы создать Vintage Jazz Bass-style 4 струнную бас-гитару, известную ныне как модель Joe Osborn Signature, оборудованную звукоснимателями фирмы Lindy Fralin.
Другие подписные модели были созданы в сотрудничестве с басистами Jerry Scheff, Donald «Duck» Dunn, Darryl Jones and Bob Glaub.
Подписные модели Joe Osborn, Donald «Duck» Dunn, и Bob Glaub остаются в производстве под именами 44-60/55-60, 44-64 Custom и 44-64/55-64, соответственно.

### Hollowbody
Lakland Hollowbody — полуакустическая бас-гитара, разработанная при сотрудничестве с гитарным мастером Майклом Тобиасом. Дека изготовлена из красного дерева, топ — из клёна, гриф — клён, накладка — экзотические породы красного дерева. В настоящее время на данные модели устанавливаются два Chi-звукоснимателя Lakland. Дека абсолютно полая без поддержки блока центра.

### Decade
Decade цельнокорпусная электрическая бас-гитара, выпущенная в 2004 г. и названная так в ознаменование десятилетия компании . U.S. Decade Series доступна во множестве конфигураций. Decade Skyline состоит из: дека — красное дерево, гриф — клён, накладка из дерева красных тропических пород гриф и оборудован звукоснимателями Lakland Hanson ChiSonic.

### U.S. Series
Lakland «U.S. Series» производятся в Соединённых Штатах.
В данное время американские серийные модели включают в себя:
- 44-94: первая бас-гитара Lakland[13];
- 55-94: первая 5-струнная бас-гитара Lakland, с 35" мензурой грифа[14];
- Decade: модель, названная так в ознаменование десятилетия компании[15]. Корпус из махагона особой формы позволил максимально разнести звукосниматели друг от друга;
- 44-60/55-60: ранее известная как первая подписная модель Lakland — Joe Osborn Signature, существуют 4- и 5-струнные варианты, комплектуются звукоснимателями JJ-style[16];
- 44-64/55-64: ранее известная как подписная модель Bob Glaub Signature, доступна в 4- и 5-струнном варианте, комплектуются звукоснимателями P-style (американская серия — опционно сингл в бриджевой позиции)[17];
- 44-64 Custom: 4-струнная бас-гитара, с декой от Precision Bass и грифом Jazz Bass, прежде известная как «Duck» Dunn Signature с P-style звукоснимателем[18];
- 4451/4451m: 4-струнные бас-гитары, вдохновлённых первым Precision Bass образца 1951 г.[19];
- 44-AJ/55-AJ: модерновый вариант Fender Jazz Bass с техническими разработками от Lakland, линейными хамбакерами и активным темброблоком — доступны в 4- и 5-струнных вариациях[20];
- Hollowbody: полуакустическая бас-гитара, разработанная в сотрудничестве с Михаэлем Тобиасом[21];
- 55-69 Tetsuya: 5-струнная бас-гитара, разработанная в сотрудничестве с басистом Tetsuya. Первоначально изготавливалась в Японии на фабрике ESP под брендом Edwards Как видоизменённый вариант Lakland 55-94. Известны образцы, изготовленные в США[22].

### Skyline Series
Skyline Series — бас-гитары с более низкой ценой.
Первоначально производились в Южной Корее. В настоящее время производятся в Индонезии. Первые две цифры серийного номера указывают на год изготовления, две следующие — месяц, остальные цифры — порядковый номер инструмента. Skyline Series после изготовления, покраски и сборки отправляются в США на фабрику Lakland для установки электроники и окончательной проверки.
Skyline Series в первые появились в 2001 году. Развитие данной серии произошло с помощью импортёра-экспортёра Westheimer Corp. — данная компания производит доставку дерева из США на фабрики в азиатские страны, а затем «полуфабрикаты» с этих фабрик доставляют обратно в США. Skyline Series изготовлены из североамериканского леса и очень похожи на U.S. Series (исключая укрепление графитом на грифах с 4 струнами; дерево для грифов распиливается пополам, вместо радиального распила; пластиковый порожек вместо костяного; отсутствие леворуких моделей; ольха для изготовления деки не используется, допуски выполнены в метрической системе мер, а не в дюймах; фурнитура Hipshot Licensed, а не Original; а также предлагается гораздо меньшее количество цветов, вариантов накладки грифа). Как только инструмент прибывает в Чикаго, работники компании устанавливают электронику и проверяют, что лады выровнены в пределах спецификаций американских моделей. На модели Skyline 44-02 и 55-02 первоначально устанавливались звукосниматели Bartolini MM(Е)\J и предусилитель NTMB американского производства, те же самые система, что и на американских моделях 4-94 и 55-94. В настоящее время на все модели (4-94, 55-94, 44-02, 55-02) по умолчанию устанавливают систему Lakland-Hanson LH-3. Skyline 44-01 и 55-01 модели имеет звукосниматели и предусилитель Bartolini MK1 корейского производства. Подписные модели Осборна, Шеффа и Джонса (ныне снята с производства) комплектуются звукоснимателями Hanson (ранее Lakland использовал звукосниматели фирм Aero Instrument, Lindy Fralin, Bartolini).

### Shoreline Series
Shoreline Series производятся японской компанией ESP и доступны для продажи исключительно в Японии.

## Музыканты, играющие на бас-гитарах Lakland
- Boz Burrell (Bad Company)
- «Evil» J. McGuire (Otep)
- Nate Mendel (Foo Fighters)
- Darryl Jenifer (Bad Brains)
- Geezer Butler (Black Sabbath)
- Juan Alderete (The Mars Volta)
- Ben Kenney (Incubus)
- Charlotte Cooper (The Subways)
- Adam Clayton (U2)
- Johnny Drugan (Beneathme)
- Duck Dunn
- Tobin Esperance (Papa Roach)
- Lex Feltham
- Tim Foreman (Switchfoot)
- Bob Glaub
- Darryl Jones (The Rolling Stones)
- Rick Johnson (Mustard Plug, The Stitch Up, Bomb the Music Industry!)
- Joe Osborn
- Tris "Duke" Carpenter
- Prince
- Shadi Frick
- Zac Zidron (Gidgets Ga Ga)
- Aongus Ralston (Picturehouse)
- Jason Scheff (Chicago)
- Jerry Scheff
- Scott G. Shriner (Weezer)
- Chris Squire (Yes)
- John Stirratt (Wilco)
- Mark Abraham (Enter the Haggis)
- Paul Thomas (Good Charlotte)
- Skylark (The Doobie Brothers)
- Tetsuya (L'Arc~en~Ciel)
- Toshiya (Dir en grey)
- Robert DiBlanco
- Eddie Chapa
- Ryan Stasik
- Tim Commerford (Rage Against the Machine/Audioslave)
- Гарри Ширер (as «Derek Smalls») (Spinal Tap)
- Miiko Watanabe (Gwen Stefani)
- Paul Wilson
- Nick Harmer (Death Cab for Cutie)
- Matt Rubano (Taking Back Sunday/Patrick Stump)
- John McVie (Fleetwood Mac)
- Eric Halborg (The Swayback)
- Steve Dude Barr (The Dude Pit)
- Stevie Benton (Drowning Pool)
- Андрей Оплетаев (Психея)